# Bdelyropsis bowditchi
Bdelyropsis bowditchi är en skalbaggsart som beskrevs av Renaud Maurice Adrien Paulian 1939. Bdelyropsis bowditchi ingår i släktet Bdelyropsis och familjen bladhorningar. Inga underarter finns listade.